# Galipea ossana
Galipea ossana fue una especie de fanerógama en la familia de Rutaceae. Era un endemismo de Cuba. 

## Fuente
- Areces-Mallea, A.E. 1998. Galipea ossana. 2006 IUCN Lista Roja de Especies Amenazadas; visto 21 de agosto de 2007

- Datos: Q5233010